# Zaragoza (San Luis Potosí)
Zaragoza é um município do estado de San Luis Potosí, no México.